# فرودگاه بین‌المللی ولیام ر. فیرچایلد
فرودگاه بین‌المللی ولیام ر. فیرچایلد  (به انگلیسی: William R. Fairchild International Airport) یک فرودگاه همگانی باربری با کد یاتا CLM است که یک باند فرود آسفالت دارد و طول باند آن ۱۹۳۵ متر است. این فرودگاه در کشور ایالات متحده آمریکا قرار دارد و در ارتفاع ۸۹ متری از سطح دریا واقع شده است.